# Octacílio Pinheiro Guerra
Octacílio Pinheiro Guerra (Porto Alegre, 21 november 1909 - aldaar, 26 februari 1967) was een Braziliaanse voetballer, bekend onder zijn spelersnaam Octacílio. 

## Biografie
Octacílio begon bij de jeugd van Rio Grande, de oudste nog bestaande club van het land, en maakte in 1925 de overstap naar Botafogo uit Rio de Janeiro. Na de komst van sterspelers Carvalho Leite en Nilo kon de club in 1930 na achttien jaar nog eens het Campeonato Carioca winnen en van 1932 tot 1935 zelfs vier keer op rij. 
Bij het WK 1934 was hij reservespeler. Nadat Brazilië er meteen uit lag speelde het land nog vele vriendschappelijke wedstrijden, veelal tegen clubs, waarbij Octacílio elf keer speelde en één keer scoorde, maar geen van deze wedstrijden telt als officiële interland. 